# Mission of Justice
Mission of Justice (br: Missão de Justiça) é um filme de ação e artes marciais produzido nos Estados Unidos em 1992, co-escrito por George Saunders e John Bryant Hedberg e  dirigido por Steve Barnett.

## Sinopse
Kurt Harris (Jeff Wincott), um policial durão que tem a competência do seu departamento questionada quando não consegue acabar com a onda de violência na cidade. Para piorar as coisas, a Dra. Rachel Larkin apresenta uma alternativa, um grupo de vigilantes, que é imediatamente aplaudido pelo público. Kurt desconfia dos métodos do grupo mas sofre represálias e, para continuar sua investigação, renuncia seu distintivo. Assim, se prepara para mostrar aos cidadãos a verdadeira face da ambiciosa doutora, que está tentando se eleger prefeita da cidade. O ponto alto do filme, contudo, são as voadoras de Wincott e o confronto com Karen Sheperd e Matthis Hues, dois campeões de artes marciais

## Elenco
- Jeff Wincott ... Kurt Harris
- Brigitte Nielsen ... Dr. Rachel K. Larkin
- Luca Bercovici ... Roger Stockwell
- Matthias Hues ... Titus Larkin